# Девід Мітчелл
Девід Мітчелл (англ. David Mitchell), 12 січня 1969  року — англійський письменник. Автор семи романів, два з яких, «Сон №9» та «Хмарний атлас», увійшли до короткого списку Букерівської премії.

## Біографія
Девід Стівен Мітчелл народився в місті Саутпорт, Мерсісайд, Велика Британія. Але своє дитинство майбутній письменник провів у місті Малверн, Вустершир. Мітчелл вивчав американську та англійську літературу у Кентському університеті. Має ступінь магістра з компаративістики.
Після закінчення навчання Мітчелл протягом року жив на Сицилії, потім переїхав у Хіросіму, Японія, де викладав англійську мову японським студентам. Там він одружився з Кейко Йошіда. Зараз Мітчелл разом з дружиною й двома дітьми живуть у Ардфілді, Ірландія.
В своєму есе для видавництва «Рендом Гауз» Мітчелл пише: «Я завжди знав, що хочу бути письменником. Але до 1994 року, коли я приїхав в Японію, я не міг просто сісти і почати писати. Можливо, я б став письменником будь-де, але чи був би я тим самим письменником, якби останні шість років провів в Лондоні або Кейптауні, в шахті, або в цирку? Це моя відповідь самому собі.»
Девід Мітчелл — заїка, і вважає фільм «Король говорить!» (2010) найкращим фільмом, який розповідає про життя людини-заїки: «Я б мабуть і досі оминав цю тему, якби не написав майже автобіографічний роман „Під знаком чорного лебедя“, оповідачем якого є тринадцятирічний хлопчик-заїка.»
Син Мітчелла та Кейко Йошіда має розлад аутистичного спектра. Аби привернути увагу суспільства до дітей з аутизмом, Мітчелл та Кейко переклали з японської книгу Причина, чому я стрибаю про тринадцятирічного японського хлопчика-аутиста.
Нині Мітчелл разом з родиною мешкає в місті Ардфілд, Ірландія. Пише новий роман, у якому збирається порівняти стародавню Японію і наполеонівську епоху.

## Творчість
Перший роман Девіда Мітчелла — «Написано іншим» — вийшов друком у Британії в 1999 році. Події роману розвиваються по всьому світу, від Окінави до Монголії, й далі до Нью-Йорку 2000-х. Через весь роман читача ведуть дев'ять оповідачів, історії яких дивним чином переплітаються між собою. Книгу було відзначено Премією Джона Ріс-Луелліна як найкращу британську книгу року, написану автором до 35 років.
Два його наступні романи «Сон №9» (2001) та «Хмарний атлас» (2004), було включено в шорт-ліст Букерівської премії. Роман «Чорний Лебідь Грін», опублікований 2006 року, було відібрано у довгий список Букерівської премії.
У 2003 році Мітчелл увійшов до списку найкращих молодих британських письменників, за версією журналу «Granta». А 2007 року письменника було включено до списку 100 найвпливовіших людей світу, за версією журналу «Time».
2012 року на екрани вийшов науково-фантастичний фільм «Хмарний атлас», створений Томом Тиквером, Ланою та Ліллі Вачовські, за однойменним романом Мітчелла.
За романом «Сон№ 9» було знято фільм з Мартіном Фріменом в головній ролі — «Загадка Вурмана», який було номіновано на премію БАФТА.
Шостий роман Девіда Мітчелла «Годинник з кісток», було опубліковано 2 вересня 2014 року. В інтерв'ю для «The Spectator» письменник сказав, що роман містить «трохи фантастики», а загалом він про «життя та смерть». 2014 року «Годинник з кісток» потрапив до короткого списку Букерівської премії.
2015 року став учасником артпроєкту Бібліотека майбутнього.

### Романи
- 1999 — «Написано іншим» («Ghostwritten»)
- 2001 — «Сон №9» («number9dream»)
- 2004 — «Хмарний атлас» («Cloud Atlas»)
- 2006 — «Під знаком чорного лебедя» («Black Swan Green»)
- 2010 — «Тисяча осеней Якоба де Зута» («The Thousand Autumns of Jacob de Zoet»)
- 2014 — «Кістяні годинники» («The Bone Clocks»)
- 2015 — «Дім на Збіччі» («Slade House»)

### Оповідання
- «January Man» (2003) — «Січневий чоловік»;
- «What You Do Not Know You Want» (2004) — «Те, що ви хочете, але не знаєте про це»;
- «Preface» (2006) — «Передмова»;
- «Dénouement» (2007) — «Розв'язка»;
- «Judith Castle» (2008) — «Замок Джудіт»;
- «An Inside Job» — «Внутрішня справа»;
- «Character Development» (2009) — «Розвиток персонажа»;
- «Muggins Here» (2010) — «Дурники тут»;
- «Earth calling Taylor» (2010) — «Земля викликає Тейлора»;
- «Lots of Bits of Star» (2013) — «Багато шматочків зорі»;
- «Variations on a Theme by Mister Donut» (2014) — «Варіації на тему містера Пончика»;
- «The Right Sort» (2014) — «Правильний сорт».

### Статті
- «Japan and my writing», есе — «Японія та мої твори»;
- «Enter the Maze» (2004) — «Зайди до лабіринту»;
- «Kill me or the cat gets it» (2005) — «Вбий мене, або кіт розуміє»;
- «On historical fiction» (2010) — « Про історичну літературу»;
- «Imaginary City» (2010) — «Уявне місто»;
- «Lost for words» (2011) — «Нема слів»;
- «Learning to live with my son's autism» (2013) — «Як навчитися жити з синовим аутизмом»;
- «David Mitchell on Earthsea — a rival to Tolkien and George RR Martin» (2015) — «Девід Мітчелл про Земномор'я — суперник Толкіна та Джорджа Мартіна».

## Переклади українською
- Девід Мітчел, Сон № 9. Переклад з англійської: Олекса Негребецький; редактор: Ксенія Сладкевич. Київ: Видавництво агенції MSBrand Corporation, 2008. 416 сторінок. ISBN 978-966-2973-00-6[19]
- Девід Мітчелл. Кістяні годинники. Пер. з англ. Катерина Дудка, Остап Українець. — Харків: видавництво Жорж, 2022. — 624 с. ISBN 978-617-8023-11-9[20]
- Девід Мітчелл. Тисяча осеней Якоба де Зута. Пер. з англ. Олена Любенко. — Харків: видавництво Жорж, 2023. — 588 с.

У 2023 році видавництво «Жорж» готує до публікації ще два романи Девіда Мітчелла в українському перекладі: «Дім на Збіччі» та «Хмарний атлас».